# Sankt Mikaels kapell, Vindeln
Sankt Mikaels kapell, före 1970 benämnd Degerfors gamla kyrka, är en kyrkobyggnad som tillhör Vindelns församling i Luleå stift. Kapellet ligger i samhället Vindeln invid Vindelälvens östra sida, hundra meter norr om Vindelns kyrka.

## Byggnaden
Träkyrkan uppfördes 1769–1770 och var i bruk tills den ersattes av Vindelns kyrka. 1903–1904 monterades kyrkan ned och delar av byggnadsmaterialet återanvändes till en sockenstuga på annan plats. Eftersom församlingen saknade gravkapell fattades 1955 beslut att återuppföra byggnaden så nära originalet som möjligt. 1962 flyttades den tillbaka till sin ursprungliga plats och byggdes upp efter program av arkitekterna Åke Lundberg och Bengt Lidström. Kapellet har en korsformad grundplan. I vinkeln mellan koret i öster och norra korsarmen finns sakristian. Kyrkorummet har ett tredingstak.

## Inventarier
Altartavlan, från 1770, är sammansatt av 19 kopparstick. Predikstolens dörr är från 1600-talet. Övrig inredning är tillverkad 1962.